# You’ve Come a Long Way, Baby
You’ve Come a Long Way, Baby – album Fatboy Slima.
Większość utworów z tego albumu znalazła się na wysokich miejscach światowych list przebojów. Prawdopodobnie najsłynniejszy z nich to Rockafeller Skank (wykorzystany w reklamie koncernu Era GSM, pełnił również funkcję motywu przewodniego gry komputerowej FIFA ’99). Z tej płyty pochodzą również takie przeboje jak: „Right Here, Right Now”, „Gangster Tripping”, „Praise You”.
Słynne słowa ,,Right about now, the funk soul brother” w utworze „The Rockafeler Skank” pochodzą z utworu „Vinyl Dog Vibe” autorstwa rappera Lorda Finesse'a, a partia smyczków słyszana w utworze „Right Here, Right Now” pochodzi z nagrania Joe Walsha z zespołu Eagles.

## Lista utworów
1. „Right Here, Right Now” – 5:53
2. „The Rockafeller Skank” – 7:27
3. „Fucking in Heaven” – 3:54
4. „Gangster Trippin” – 5:20
5. „Build It Up - Tear It Down” – 5:05
6. „Kalifornia” – 5:53
7. „Soul Surfing” – 4:56
8. „You're Not from Brighton” – 5:20
9. „Praise You” – 5:23
10. „Love Island” – 5:18
11. „Acid 8000" – 7:28

## Single
- The Rockafeller Skank – 8 czerwca 1998
- Gangster Trippin – 5 października 1998
- Praise You – 4 stycznia 1999
- Right Here, Right Now – 19 kwietnia 1999
- Build It Up - Tear It Down – 15 września 1999

## Listy sprzedaży
| Zestawienie (1998)                 | Szczytowa pozycja |
| ---------------------------------- | ----------------- |
| UK Albums Chart                    | 1                 |
| U.S. Billboard 200                 | 34                |
| U.S. Billboard Top Heatseekers     | 2                 |
| Zestawienie (1999)                 | Szczytowa pozycja |
| U.S. Billboard Top Canadian Albums | 19                |
| U.S. Billboard Top Internet Albums | 10                |
| Zestawienie (2000)                 | Szczytowa pozycja |
| UK Albums Chart                    | 10                |